# Headhunterz
Headhunterz, tidligere kendt som Nasty D-Tuners, er et hollandsk Dj/producer-team, bestående af Willem Rebergen (født 12. september 1985) og tidligere Bobby van Putten. De stiftede deres eget pladeselskab Scantraxx Reloaded i 2006, som er et underselskab af Scantraxx.
I en alder af ni, sang Rebergen i et børnekor, der indspillede flere cd'er. Et år senere begyndte han at lægge stemme til tegnefilm, som han stadig gør i dag. Han fik sin første store erfaring som DJ på Defqon.1, et stort hardstyle-event i Holland, hvor han blev opdaget af The Prophet.
Siden da har Headhunterz spillet på alle større hardstyle-events, herunder Defqon.1, Qlimax, Q-Base, In Qontrol, Decibel, Xstatic og mange flere. Han spillede live på Qlimax i 2006, 2007, 2008, 2009 og 2011. Han producerede også rytmen for Defqon.1 2009, "Scrap Attack" og igen for Defqon.1 2010 (Australien), "Save Your Scrap for Victory."

## Hæder
- 2010 Årets Hard Dance DJ
- 2011 Årets Hard Dance DJ
- 2012 Årets Hard Dance DJ
- 2013 Årets Hard Dance DJ
- 2014 Årets Hard Dance DJ
- 2017 Årets Hard Dance DJ
- 2018 Årets Hard Dance DJ